# Katholischer Friedhof Oldenburger Landstraße
Der neue katholische Friedhof Oldenburger Landstraße in Delmenhorst–Deichhorst, Oldenburger Landstraße 32, wurde in den 1930er Jahren angelegt.
Die Marien-Gedenkstätte, eine Grabstätte und die Einfriedung stehen in einer Denkmalgruppe unter Denkmalschutz.

## Geschichte
In ihren Anfängen gründete die katholische Kirchengemeinde St. Marien zwei Friedhöfe: Den alten katholischen Friedhof Schanzenstraße (von um 1905) und Anfang der 1930er Jahre den neuen größeren an der Oldenburger Landstraße (Büro Louisenstraße 22) mit der St. Marien-Gedenkstätte.
Die Kapelle am Haupteingang hat einen großen Saal, Neben- und Aufbahrungsräume und den hohen, quadratischen oben offenen Turm mit einer Glocke.
Auf dem Friedhof wurden Gedenkstätten für die Gefallenen beider Weltkriege eingerichtet. Die Kriegsgräberstätte des Volksbundes ist gestaltet durch drei Steinquader.
Im linken mittleren Teil des Friedhofes befindet sich eine Reihengrabanlage von 49 deutschen Soldaten des Zweiten Weltkrieges, die in Lazaretten verstorben, bei Luftangriffen ums Leben gekommen oder während der Endkämpfe im April 1945 gefallen sind.
Ein Springbrunnen und Stelen neben der Kapelle und ein Gedenkfeld erinnern an die Soldaten, an deutsche Zivilopfer und an katholische Zwangsarbeiter verschiedener Nationen aus West-, Ost- und Südosteuropa, die in Delmenhorster Rüstungsbetrieben arbeiten mussten.
Eine Gedenkanlage steht hinter der Trauerhalle zur Erinnerung an die Opfer des Nationalsozialismus.
Eine Tafel erinnert an 159 ausländische Katholiken, die hier begraben wurden.
Eine Grabstätte der Familie Leffers (Carl Leffers und Heinrich Leffers, Kaufleute und Begründer der Leffers AG) ist denkmalgeschützt.
Die Delbus-Linien 207, 218, 238 und 240 fahren in der Oldenburger Landstraße.